# Ousmane Dieng
Ousmane Dieng (Villeneuve-sur-Lot, 21 mei 2003) is een Frans basketballer die sinds 2022 uitkomt voor de Oklahoma City Thunder. 

## Carrière
Dieng startte zijn loopbaan in 2020 in zijn thuisland bij Centre Fédéral in de Franse derde klasse. Op 1 juni 2021 maakte Dieng bekend dat hij voor het seizoen 2021/22 zou uitkomen voor de New Zealand Breakers in de National Basketball League. Op het einde van het seizoen stelde Dieng zich kandidaat voor de NBA draft van 2022. Dieng werd als 11e uitgekozen door de New York Knicks. Dieng werd echter onmiddellijk geruild naar de Oklahoma City Thunder tegen drie draftkeuzes in 2023.
Dieng maakte zijn debuut in de NBA tijdens de openingswedstrijd van OKC van het seizoen 2022/23 tegen de Minnesota Timberwolves. Tijdens zijn eerste drie seizoenen in Oklahoma werd Dieng telkens regelmatig uitgeleend aan de Oklahoma City Blue in de NBA G League. In 2024 werd Dieng met Oklahoma City Blue voor de eerste keer kampioen in de NBA G League. Dieng werd ook uitgeroepen tot MVP van de finale. Tijdens het seizoen 2024/25 liet Oklahoma City in de maand december een 12-1 winst/verlies-reeks optekenen. Oklahoma sloot het reguliere seizoen af als beste ploeg met 68 overwinningen. In de playoffs was Dieng met Oklahoma achtereenvolgens te sterk voor de Memphis Grizzlies en de Denver Nuggets. In de finale van de Western conference won Oklahoma met 4-1 van de Minnesota Timberwolves zodat Dieng met Oklahoma in de NBA Finale mocht spelen tegen de Indiana Pacers. In deze NBA Finale was Oklahoma in 7 wedstrijden de betere van Indiana, zodat Dieng een eerste NBA-titel op zijn palmares mocht bijschrijven.

## Erelijst
- NBA G League Finals Most Valuable Player Award: 2024
- Kampioen NBA: 2025

## Statistieken
| Legenda | Legenda                | Legenda | Legenda                 | Legenda | Legenda               |
| ------- | ---------------------- | ------- | ----------------------- | ------- | --------------------- |
| WG      | Wedstrijden gespeeld   | WS      | Wedstrijden als starter | MPW     | Minuten per wedstrijd |
| FG%     | Fieldgoal-percentage   | 3P%     | Drie-punterpercentage   | VW%     | Vrije-worppercentage  |
| RPW     | Rebounds per wedstrijd | APW     | Assists per wedstrijd   | SPW     | Steals per wedstrijd  |
| BPW     | Blocks per wedstrijd   | PPW     | Punten per wedstrijd    | Vet     | Hoogste in carrière   |

### Regulier seizoen
| Seizoen  | Team                  | WG  | WS | MPW  | FG%  | 3P%  | FW%  | RPW | APW | SPW | BPW | PPW |
| -------- | --------------------- | --- | -- | ---- | ---- | ---- | ---- | --- | --- | --- | --- | --- |
| 2022/23  | Oklahoma City Thunder | 39  | 1  | 14,6 | 42,0 | 26,5 | 65,2 | 2,7 | 1,2 | 0,4 | 0,2 | 4,9 |
| 2023/24  | Oklahoma City Thunder | 33  | 0  | 11,1 | 42,2 | 30,0 | 87,5 | 1,5 | 1,1 | 0,2 | 0,2 | 4,0 |
| 2024/25  | Oklahoma City Thunder | 37  | 1  | 10,9 | 43,2 | 32,4 | 68,8 | 2,2 | 0,8 | 0,5 | 0,2 | 3,8 |
| Carrière | Carrière              | 109 | 2  | 12,3 | 42,4 | 29,2 | 72,7 | 2,2 | 1,0 | 0,4 | 0,2 | 4,3 |

### Playoffs
| Seizoen  | Team                  | WG | WS | MPW | FG%  | 3P%  | FW%   | RPW | APW | SPW | BPW | PPW |
| -------- | --------------------- | -- | -- | --- | ---- | ---- | ----- | --- | --- | --- | --- | --- |
| 2023/24  | Oklahoma City Thunder | 4  | 0  | 1,8 | 50,0 | 0    | -     | 0,0 | 0,0 | 0,0 | 0,0 | 0,5 |
| 2024/25  | Oklahoma City Thunder | 9  | 0  | 3,6 | 40,0 | 57,1 | 100,0 | 0,4 | 0,3 | 0,0 | 0,1 | 1,6 |
| Carrière | Carrière              | 13 | 0  | 3,0 | 41,7 | 50,0 | 100,0 | 0,3 | 0,2 | 0,0 | 0,1 | 1,2 |

2 Gilgeous-Alexander · 
3 Jones · 
5 Dort · 
6 Jay. Williams · 
7 Holmgren · 
8 Jal. Williams · 
9 Caruso · 
11 Joe · 
13 Dieng · 
14 Flagler · 
15 Carlson · 
21 Wiggins · 
22 Wallace · 
25 Mitchell · 
34 K. Williams · 
55 Hartenstein · 
88 Ducas · 
Coach Daigneault